# Haemaltica indica
Haemaltica indica là một loài bọ cánh cứng trong họ Chrysomelidae. Loài này được Doebrel miêu tả khoa học năm 2002.